# Goniothalamus grandiflorus
Goniothalamus grandiflorus là loài thực vật có hoa thuộc họ Na. Loài này được (Warb.) Boerl. mô tả khoa học đầu tiên năm 1899.